# Trouble du désir sexuel hypoactif
Ne doit pas être confondu avec Asexualité.
Le trouble du désir sexuel hypoactif (Hypoactive Sexual Desire Disorder, HSDD) est une dysfonction sexuelle définie comme un manque de désir sexuel qui cause une détresse. Il peut concerner les hommes comme les femmes. Le diagnostic ne s'applique pas si le manque de désir s'explique par des difficultés relationnelles, des violences conjugales, un traitement médical, ou une autre condition. Lorsque l'absence de désir n'est pas vécue comme un manque ou un problème à régler, on parle plutôt d'asexualité, qui n'est pas considérée comme un trouble.

## Terminologie
Dans le DSM-5, deux troubles correspondent au désir sexuel hypoactif : la « diminution du désir sexuel chez l'homme » (Male Hypoactive Sexual Desire Disorder), et le « trouble de l'intérêt pour l'activité sexuelle ou de l'excitation sexuelle chez la femme » (Female Sexual Interest/Arousal Disorder),. La classification internationale des maladies utilise le terme de « trouble du désir sexuel hypoactif », sans distinction de genre. Le terme frigidité, péjoratif, stigmatisant et imprécis,,, n'est plus utilisé par le milieu médical,. Le terme anaphrodisie est un synonyme historique de « frigidité ».
Chez les femmes comme chez les hommes, le trouble du désir sexuel hypoactif peut être généralisé ou situationnel, c'est-à-dire limité à certains types de stimulations, de partenaires ou de situations,. Il peut aussi être présent depuis que la personne est sexuellement active, ou acquis après une période d'activité sexuelle.
Lorsque l'absence de désir n'est pas vécue comme un manque ou un problème à régler, on parle plutôt d'asexualité, qui n'est pas considérée comme un trouble.

## Histoire

### Le manque de désir sexuel dans le droit canonique
Entre le XIIIe et le XIXe siècles, le droit canonique considère le manque de désir comme problématique en ce qu'il fait obstacle au mariage. Pendant cette période, cette problématique concerne principalement les hommes. Au XIIIe siècle, une décrétale du pape Grégoire IX sur l'incapacité à exercer un rapport sexuel identifie deux causes de cette impuissance : la frigidité, et le maléfice. La frigidité est la cause la plus courante : le mari ne dispose pas de la chaleur nécessaire pour produire une érection et une éjaculation. L'autre cause possible est qu'un maléfice a été jeté à l'homme impuissant. Il doit alors recourir à l'exorcisme. Dans les textes canoniques, la question de savoir si la frigidité concerne aussi les femmes fait débat. Au XVIIIe siècle, l'Encyclopédie de Diderot considère encore la frigidité comme un terme juridique qui ne s'applique qu'aux hommes.

### Anaphrodisie, frigidité et impuissance auXIXesiècle
Les premiers écrits médicaux sur le manque de désir apparaissent au XIXe siècle.
Pendant la première moitié du XIXe siècle, l'anaphrodisie, la frigidité et l'impuissance sont des termes interchangeables. Ils désignent tous une absence de désir, d'excitation ou de plaisir, sans distinction entre ces différents aspects. Ces trois termes peuvent s'appliquer aux hommes comme aux femmes. À cette époque, la médecine occidentale est dominée par la théorie des humeurs. La frigidité et l'impuissance sont alors associées au phlegme, à la mollesse et à la féminité. Les traitements utilisés vont de la consommation d'aphrodisiaques à la flagellation et la faradisation, en passant par les bains de siège et la friction des organes. 
Dans la seconde moitié du XIXe siècle, la méthode expérimentale pousse les médecins à fonder leurs théories sur l'anatomie et les observations cliniques. Le chirurgien Jean-Baptiste Fonssagrives distingue alors trois formes de frigidité ou d'anaphrodisie,. L'une d'entre elles correspond à la baisse ou absence de désir, et est commune aux deux sexes. La « frigidité locale » ou « impuissance proprement dite » est spécifique aux hommes, et désigne l'absence d'érection. La troisième forme de d'anaphrodisie, « défaut de sensation voluptueuse pendant le rapprochement », concerne plutôt les femmes. À la fin du XIXe siècle, la frigidité est considérée comme un trouble trouble plus spécifique aux femmes, très commun, et bénin. Elle reste toutefois peu étudiée par rapport à l'impuissance masculine.

## Diagnostics
Le trouble du désir sexuel hypoactif est défini dans la Classification internationale des maladies et dans le Manuel diagnostique et statistique des troubles mentaux (DSM), selon des critères légèrement différents.

### Dans la Classification internationale des maladies
Dans la Classification internationale des maladies, la trouble du désir sexuel hypoactif est défini comme l'absence ou la forte diminution du désir sexuel, sur période de plusieurs mois, qui entraîne « une souffrance cliniquement significative ». Le manque de désir peut concerner le « désir spontané », le « désir en réponse aux signaux et aux stimulations érotiques », ou la capacité à maintenir le désir pendant une activité sexuelle. Dans la 11e version de la classification, le diagnostic porte le code F52.0.

### Dans le DSM
Dans le DSM-5, le trouble du désir sexuel hypoactif est séparé en deux diagnostics différents pour les hommes et les femmes. Dans les deux cas, les symptômes doivent être présents pendant au moins six mois, et s'accompagner d'une « détresse cliniquement significative »,. Le diagnostic doit prendre en compte des facteurs individuels comme l'âge et le contexte socio-culturel,. Le diagnostic ne s'applique pas si la personne considère qu'elle est asexuelle.
La « diminution du désir sexuel chez l'homme » est caractérisée par une absence ou un manque persistant ou répété de fantasmes et de désir sexuel, accompagné d'une détresse, et qui n'est pas mieux expliqué par un autre trouble ou affection médicale, par une souffrance liée à la relation, ou par l'utilisation d'un médicament ou d'une drogue,,.
Pour les femmes, le « trouble de l’intérêt/de l’excitation sexuels » est défini par une absence ou une réduction significative de l'intérêt ou de l'excitation sexuelle, accompagnée d'au moins trois des six critères suivants :  
- un désintérêt pour la sexualité ;
- une absence ou une baisse de pensées érotiques ;
- peu ou pas d'initiations de rapports sexuels ;
- une absence ou une réduction de l'excitation ou du plaisir sexuel dans au moins trois quarts des rapports ;
- pas ou peu d'intérêt ou d'excitation face à des représentations érotiques internes ou externes ;
- une absence ou une réduction des sensations lors des trois quarts des rapports sexuels.

Le diagnostic ne s'applique pas si le manque de désir est mieux expliqué par des difficultés relationnelles, des violences conjugales, un traitement médical, ou une autre condition. 

## Causes
Dans de nombreux cas, les causes de la diminution du désir sexuel ne sont pas connues.

## Critiques
Le trouble du désir sexuel hypoactif est un diagnostic critiqué,,.